# Endococcus verrucosus
Endococcus verrucosus är en lavart som beskrevs av Hafellner 1994. Endococcus verrucosus ingår i släktet Endococcus, klassen Dothideomycetes, divisionen sporsäcksvampar och riket svampar.   Inga underarter finns listade i Catalogue of Life.